# Pseudokatianna livida
Pseudokatianna livida är en urinsektsart som först beskrevs av John Tenison Salmon 1943.  Pseudokatianna livida ingår i släktet Pseudokatianna och familjen Katiannidae. Inga underarter finns listade i Catalogue of Life.